# Lomographa araeophragma
Lomographa araeophragma es una especie de polillas de la familia Geometridae. La especie fue descrita por primera vez por el entomólogo suizo Louis Beethoven Prout en 1934 La especie fue descrita por primera vez por Louis Beethoven Prout en 1958 con distribución en Borneo y en la Malasia peninsular. El sintipo fue descrito en los alrededores del poblado de Bidi en el estado de Sarawak de Malasia.

## Descripción
Es una polilla mediana con una envergadura de 30 milímetros (1,2 plg). La cabeza es color marrón oscuro, los palpos marrón más claro, mezclado con su vértice y eje antenal blancos. El tórax y su abdomen son blancos, con la parte superior presentando una irritación oscura.
Tiene gran parecido con otra especie de Borneo, Lomographa juta.

## Distribución
La especie tiene preferencia y endemismo por el yacimiento calizo de Gunung Api, viéndose con frecuencia en la zona montañosa baja a 250 metros (820,2 pies), 900 metros (2952,8 pies) hasta 1200 metros (3937,0 pies).